# تروریسم در جمهوری آذربایجان
تروریسم در آذربایجان (انگلیسی: Terrorism in Azerbaijan) بر اساس وزارت امنیت داخلی جمهوری آذربایجان یک تهدید امنیتی جدی محسوب می‌شود. سازمان‌های بین‌المللی تروریستی ممنوعه شامل القاعده، جبهه النصره، جماعت آذربایجان، حزب التحریر، تیپ اسلامی بین‌المللی، داعش، جیش الله و پ ک ک می‌باشند. بر اساس اطلاعات بانک جهانی تروریسم، بین سال‌های ۲۰۰۰ تا ۲۰۱۵ در عملیات‌های تروریستی در جمهوری آذربایجان ۷ نفر کشته و ۲۰ نفر زخمی شده‌اند.

## سازمان‌های ممنوعه
دولت آذربایجان ۵۲ سازمان را ممنوعه اعلام کرده‌است.

### سازمان‌های بین‌المللی
- القاعده[۳]
- جبهه النصره
- جماعت آذربایجان[۴]
- حزب التحریر[۵]
- تیپ بین‌المللی اسلامی[۶]
- داعش[۷][۸]
- جیش الله
- پ ک ک[۹]

### سازمان‌های ناسیونالیستی
- اسالا (ارمنی‌ها)[۱۰][۱۱]
- صادوال (لزگیان)
- گرگ‌های خاکستری

## اسلامی افراطی

### وهابیون
جماعت وهابیون امروز، به‌طور خاص بخش افراطی سلفی‌ها، یکی از گروه‌های خطرناک افراطی اسلامی در آذربایجان محسوب می‌شوند. قبل از انتخابات ۶ نوامبر ۲۰۰۵، رفیق علی اف، رئیس کمیته کار با تشکیلات‌های مذهبی دولت آذربایجان، در رابطه با فعالیت‌های وهابیون هشدار داد که آنها یک تهدید بالقوه برای ثبات سیاسی در آذربایجان محسوب می‌شوند. در اکتبر ۲۰۰۷ دولت آذربایجان گزارش داد که طرح حمله گسترده گروه‌های اسلامی برای اجرای ترور علیه دیپلمات‌های آمریکایی و انگلیسی و ساختمان‌های دولتی را خنثی کرده‌است. بر اساس گفته وزارت امنیت داخلی آذربایجان، یک مظنون کشته و تعداد دیگری در روستایی در خارج از پایتخت دستگیر شدند. دولت آمریکا، سفارت خود در باکو را تعطیل کرد و دولت انگلیس نیز خدمات خود را به دلیل وضعیت امنیتی محلی به تعلیق درآورد.
در اوت ۲۰۰۸ در زمان نماز شب، یک نفر یا بیشتر از پنجره مسجد ابوبکر در باکو نارنجک بداخل مسجد پرتاب کردند، این مسجد مورد استفاده همزمان سنی‌ها و وهابیون بود. ۳ نفر کشته و ۱۳ نفر زخمی شدند. در جریان تحقیقات ۲۶ نفر دستگیر شدند و در یک عملیات ویژه یک نفر که رهبر گروه افراطی برادران جنگل بود نیز کشته شد.

### القاعده
بعد از حملات به سفارتهای آمریکا در دارالسلام و نایروبی، بر اساس فکسی که به باکو فرستاده شد، فعالیتهای القاعده در کشور کشف شده بود. فعالیت‌های دولت آذربایجان با آمریکا در زمینه عملیاتهای ضد تروریستی باعث کاهش حضور و فعالیت‌های گروه‌های شبه نظامی بین‌المللی اسلامی و ارتباط آنها با گروه‌های تروریستی برای شوراندن مردم، گرفتن پول و امکانات شد. در همین رابطه اعضای گروه الگاما الاسلامیه نزدیک به جنبش القاعده در آذربایجان دستگیرشده و به قاهره تحویل داده شدند. یکی از فرماندهان القاعده، ابو عطیه، در آذربایجان دستگیرشده و به سیا تحویل داده شد. این دستگیری‌ها بعد از یکماه کاوش نیروهای امنیتی بود که در نهایت به یک خانه امن در سوگایت ریدند که شبه نظامیان در آن دستگیر شدند.
امیر اسلان اسکندروف و ۵ نفر دیگر در سال ۲۰۰۵ به اتهام شروع تشکیل ارتش اسلامی مجرم شناخته شدند.
بر اساس گزارش دولت آمریکا در رابطه با تروریسم در آذربایجان در آوریل ۲۰۰۶ تعداد ۱۶ عضو یک گروه بنام القاعده (از همان گروهی که سال ۲۰۰۵ دستگیرشده بودند جدا شده بودند) محاکمه شده و به حبس ابد محکوم شدند. این گروه متهم به خرید غیرقانونی تسلیحات و همچنین ترور یکی از افسران وزارت امنیت داخلی آذربایجان بودند. وزار امنیت داخلی آذربایجان اعلام کرد که اعضای این گروه شهروندان آذربایجان، ترکیه، روسیه و یمن بودند.

### جیش الله
گروه جیش الله (سربازان خدا) یک گروه سلفی افراطی است که در سالهای ۱۹۹۰ در جمهوری آذربایجان فعال بود و مسول چندین جنایت و حمله علیه هارا کریشنا و دفتر بانک اروپایی بازسازی و پیشرفت در باکو می‌باشد. همچنین این گروه قصد بمبگذاری سفارت آمریکا در آذربایجان را داشت ولی توسط مقامات رسمی آذربایجان کشف شد.
جیش الله توسط فردی بنام مبارز علی اف یکی از افسران خائن وزارت کشور، با هدف اشاعه سلفی گری در آذربایجان با قصد آزاد شدن از دست کسانی که قدرت را در کشور در دست دارند و تشکیل ولایت اسلامی، درست شد. آن‌ها همچنین با مذاهب و گروه‌های خارجی و غیر اسلامی در آذربایجان می‌جنگیدند و آموزش‌های نظامی و ایدئولوژی آنها توسط چچنی‌ها تأمین می‌شد. رهبر جیش الله، مبارز علی اف، در سال ۲۰۰۰ به اتهام تروریسم دستگیر شد و به حبس ابد محکوم شد.

### توبه
توبه (به معنی برگشتن از گناه) یک سازمان اسلامی افراطی است که در سالهای ۱۹۹۰ خواستار استفاده از حروف الفبای عربی بجای لاتین در آذربایجان بودند سپس این گروه در آسیای مرکزی گسترش پیدا کرد براساس اطلاعات انستیتوی استفان روث، گروه توبه مانند سازمان حزب التحریر اسلامی در بین سازمانهای بود که در آذربایجان و آسیای مرکزی که علیه اسرائیل و ضد یهود و سازمانهای مشابه در خاورمیانه فعالیت می‌کرد.

### جنبش گولن
نفوذ ترکیه در شکل‌گیری اسلام در آذربایجان روسیه، ترکیبی از ناسیونالیسم ترکی و مذهب اسلام توسط جنبش گولن بود که تحت نام نور هم فعالیت می‌کرد. در ژوئن سال ۲۰۱۴ پارلمان آذربایجان اعلام کرد، ۱۱ دبیرستان، ۱۳ مرکز آماده‌سازی برای امتحانات دانشگاهی همچنین داشنگاه قفقاز که همه تحت کنترل فتح‌الله گولن بودند را بستند.

## عملیات‌های تروریستی در آذربایجان
فعالیت‌های اسلامی و افراطی بسته به وضعیت جغرافیای آذربایجان متغیر است، شیعیان در جنوب آذربایجان، سنی‌های افراطی در شمال و در قسمت مرکزی مخلوطی از شیعه و سنی افراطی هستند.
گروه بحران‌های بین‌المللی گزارشی در رابطه با وضعیت مذهب در آذربایجان تهیه کرد که در آن آمده‌است، آذربایجان یک کشور سکولار با برتری شیعیان مسلمان می‌باشد. بعد از از بین رفتن اتحاد جماهیر شوروی و استقلال در سال ۱۹۹۱ گروه‌های مستقل سنی و شیعه توسط مقامات دینی رسمی ایجاد شدند. اکثر آنها سیاسی بودند و تعداد کمی با ایجاد آشوب قصد براندازی داشتند.
در سال‌های اخیر، سرویس‌های امنیتی آذربایجان بر روی تهدید سازمان‌های افراطی اسلامی و ناسیونالیست که مسؤل بمبگذاری‌های سال ۱۹۹۴ مترو باکو و طرح تروریستی باکو در سال ۲۰۰۷ را بعهده داشتند متمرکز شده‌است.
در سال ۲۰۱۲ آذربایجان ۲۲ ایرانی عضو گروه تروریستی حزب‌الله که قصد حمله اهداف اسرائیل و آمریکا را داشتند را دستگیر کرد.
همچنین در سال ۲۰۱۲ کشف شد که موساد توانسته‌است در آذربایجان یک طرح حمله توسط یک هسته ایرانی را خنثی و کشف کند.
در سال ۲۰۱۶ آذربایجان، حمله تروریستی که قصد حمله به اتوبوس باکو- استانبول را داشتند را خنثی کرد.
در سال ۲۰۱۶ سرویس امنیتی آذربایجان یک تروریست مسلح را کشت.

## ضد تروریسم

### ضد تروریسم داخلی
اولین قانون ضد تروریستی در آذربایجان در سال ۱۹۹۹ بتصویب رسید که در آن مقابله با طرحهای ضد تروریستی آمده بود. در ابتدا وزارت امنیت داخلی و وزارت کشور مسولیت مبارزه با تروریسم در کشور را بعهده داشتند.
همچنین گروه بسیج حسینیون آذربایجان که در نبرد با داعش شرکت داشت از گروه های ضد تروریستی میباشد.

### همکاری‌های بین‌المللی
دولت آذربایجان با سازمانها و آژانسهای بین‌المللی برای پشتیبانی برای تلاشهای ضد تروریستی همکاری می‌کند. این همکاری بعد از حمله ۱۱ سپتامبر در آمریکا افزایش داشته‌است که یک جنگ گسترده علیه تروریسم می‌باشد.